# Tyśmienica (gromada)
Tyśmienica (od 1 I 1969 Gródek) – dawna gromada, czyli najmniejsza jednostka podziału terytorialnego Polskiej Rzeczypospolitej Ludowej w latach 1954–1972.
Gromady, z gromadzkimi radami narodowymi (GRN) jako organami władzy najniższego stopnia na wsi, funkcjonowały od reformy reorganizującej administrację wiejską przeprowadzonej jesienią 1954 do momentu ich zniesienia z dniem 1 stycznia 1973, tym samym wypierając organizację gminną w latach 1954–1972.
Gromadę Tyśmienica z siedzibą GRN w Tyśmienicy utworzono – jako jedną z 8759 gromad na obszarze Polski – w powiecie włodawskim w woj. lubelskim na mocy uchwały nr 17 WRN w Lublinie z dnia 5 października 1954. W skład jednostki weszły obszary dotychczasowych gromad Tyśmienica wieś, Tyśmienica kol., Babianka i Buradów ze zniesionej gminy Tyśmienica w powiecie włodawskim oraz obszar dotychczasowej gromady Gródek ze zniesionej gminy Siemień w powiecie radzyńskim w tymże województwie.
13 listopada 1954 gromada weszła w skład nowo utworzonego powiatu parczewskiego w tymże województwie, gdzie ustalono dla niej 14 członków gromadzkiej rady narodowej.
1 stycznia 1969 do gromady Tyśmienica włączono wsie Nadzieja i Sewerynówka ze zniesionej gromady Działyń w tymże powiecie, po czym gromadę Tyśmienica zniesiono przez przeniesienie siedziby GRN z Tyśmienicy do Gródka i zmianę nazwy jednostki na gromada Gródek.